# Jordbro
Jordbro is een plaats in de gemeente Haninge in het landschap Södermanland en de provincie Stockholms län in Zweden. De plaats heeft 9316 inwoners (2005) en een oppervlakte van 449 hectare.

## Verkeer en vervoer
Bij de plaats lopen de Riksväg 73, Länsväg 227 en Länsväg 259.
De plaats heeft een station aan de spoorlijn Älvsjö - Nynäshamn.